# Anna Stake

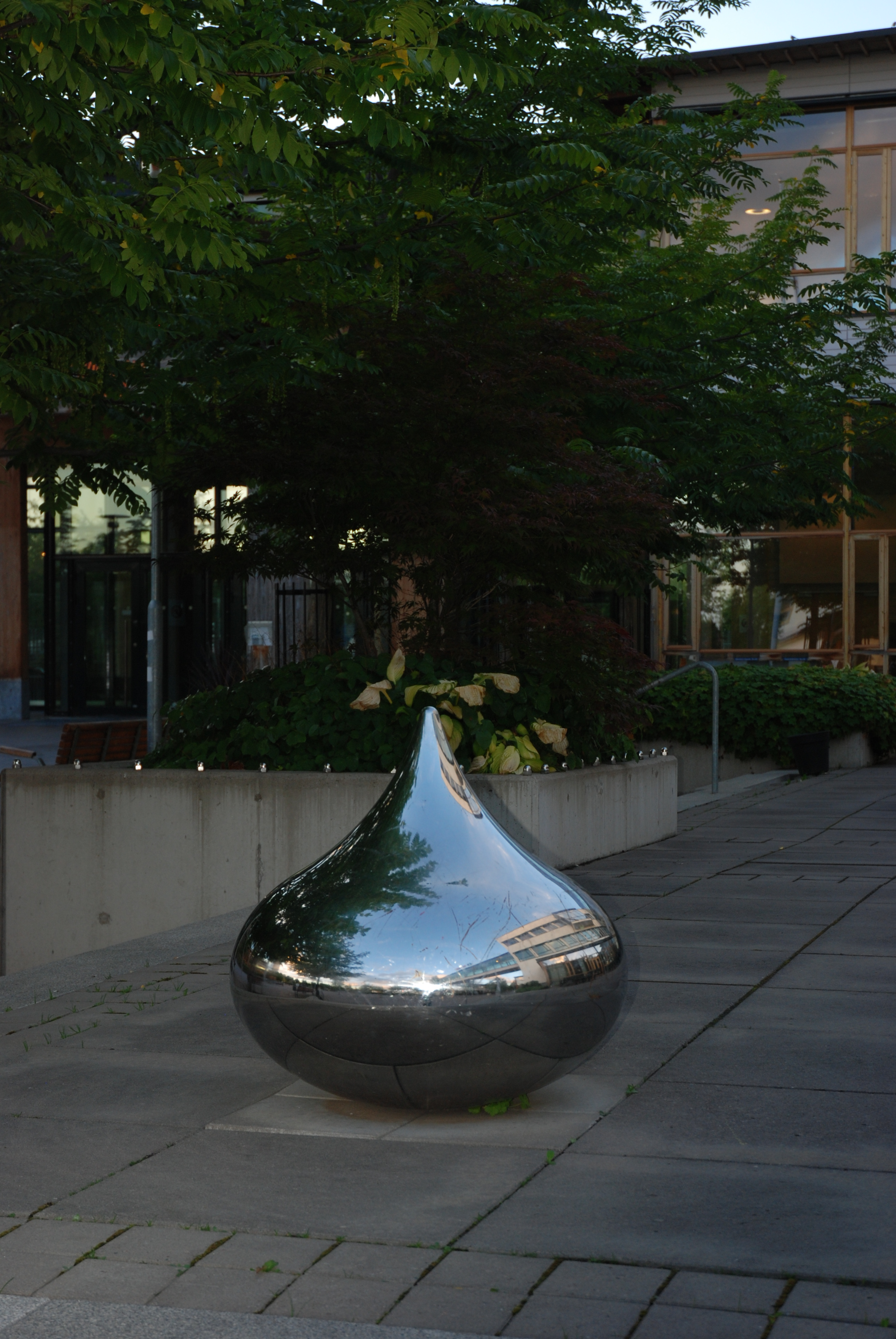
Tell drop utanför Mälardalens universitets bibliotek i Västerås.

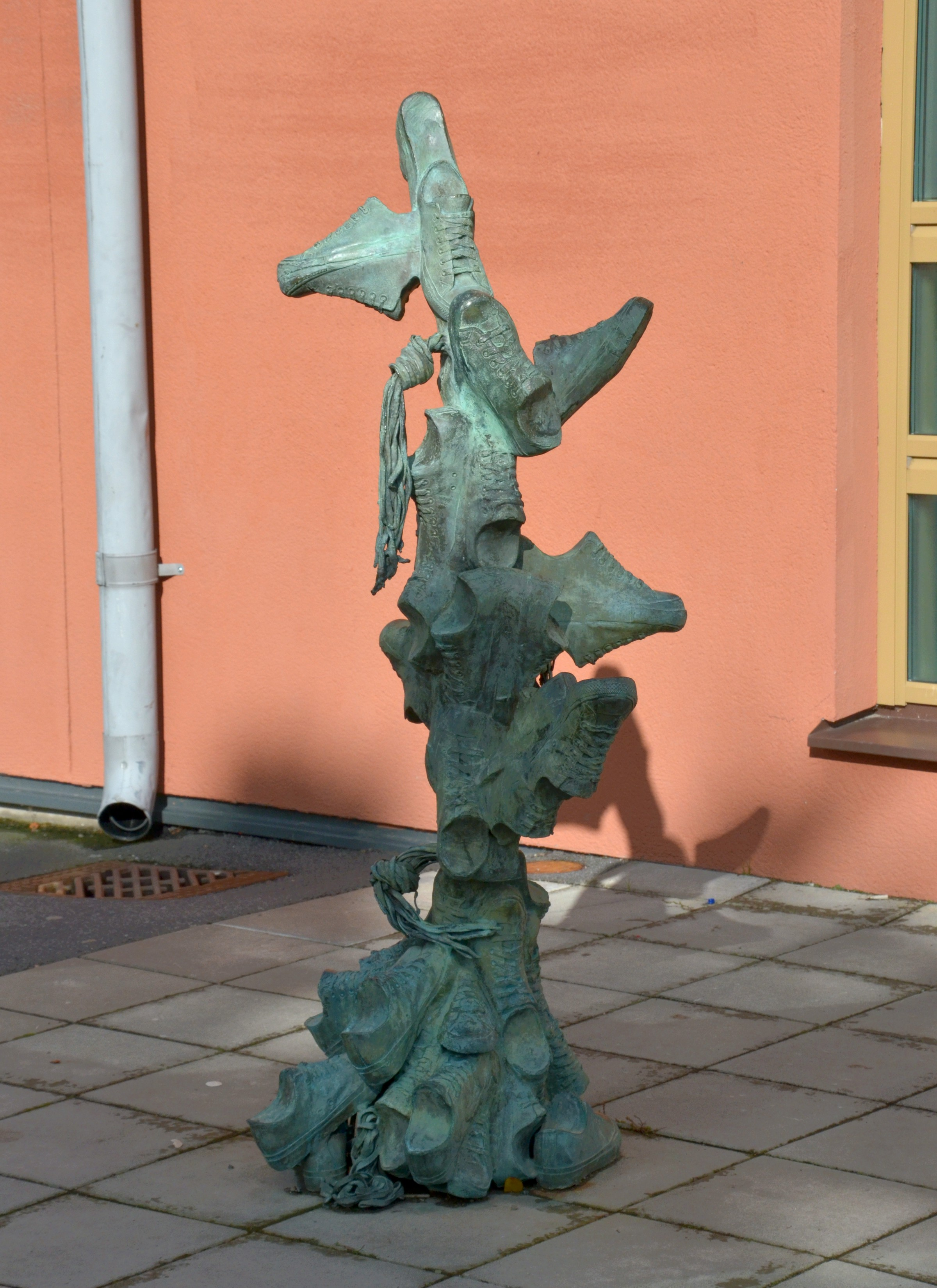
Varför inte dansa där du står? vid Kvarnbergsskolan, i Huddinge.

Anna Katarina Stake, född 17 november 1971 i Uppsala, är en svensk skulptör.
Anna Stake utbildade sig på Konstskolan Basis 1990-91, Konstskolan Idun Lovén 1991-93, Kungliga Konsthögskolan i Stockholm 1993-98 samt Arkitektskolan vid KTH i Stockholm 2004-05. Hon har också studerat på École nationale supérieure des Beaux-Arts i Paris.

## Offentliga verk i urval
- Totem, To them, T'aime, patinerad brons, 2004, entrén till Centrumhuset i Färgelanda
- Venus has left the building, 2003, Sjöboskolan i Borås kommun
- Tell, rostfritt stål, 2003, tre konstverk, utanför Mälardalens högskola, Campus Västerås
- Simtaget, patinerad brons, 2005, Bostadsrättsföreningen Ramlösagårdens innergård
- Varför inte dansa där du står?, brons, 2009, bakre skolgården på Kvarnbergsskolan i Huddinge kommun
- Blixt, rostfritt stål, 2008, Bjästaskolan, Bjästa, Nätra
- Händer, brons, Årsta kyrka i Stockholm
- Gestalter, cortenstål, 2008, Bostadsrättsföreningen Skälderviken i Årsta i Stockholm, och på Västerbrogatan vid Viskan i Borås

## Bildgalleri

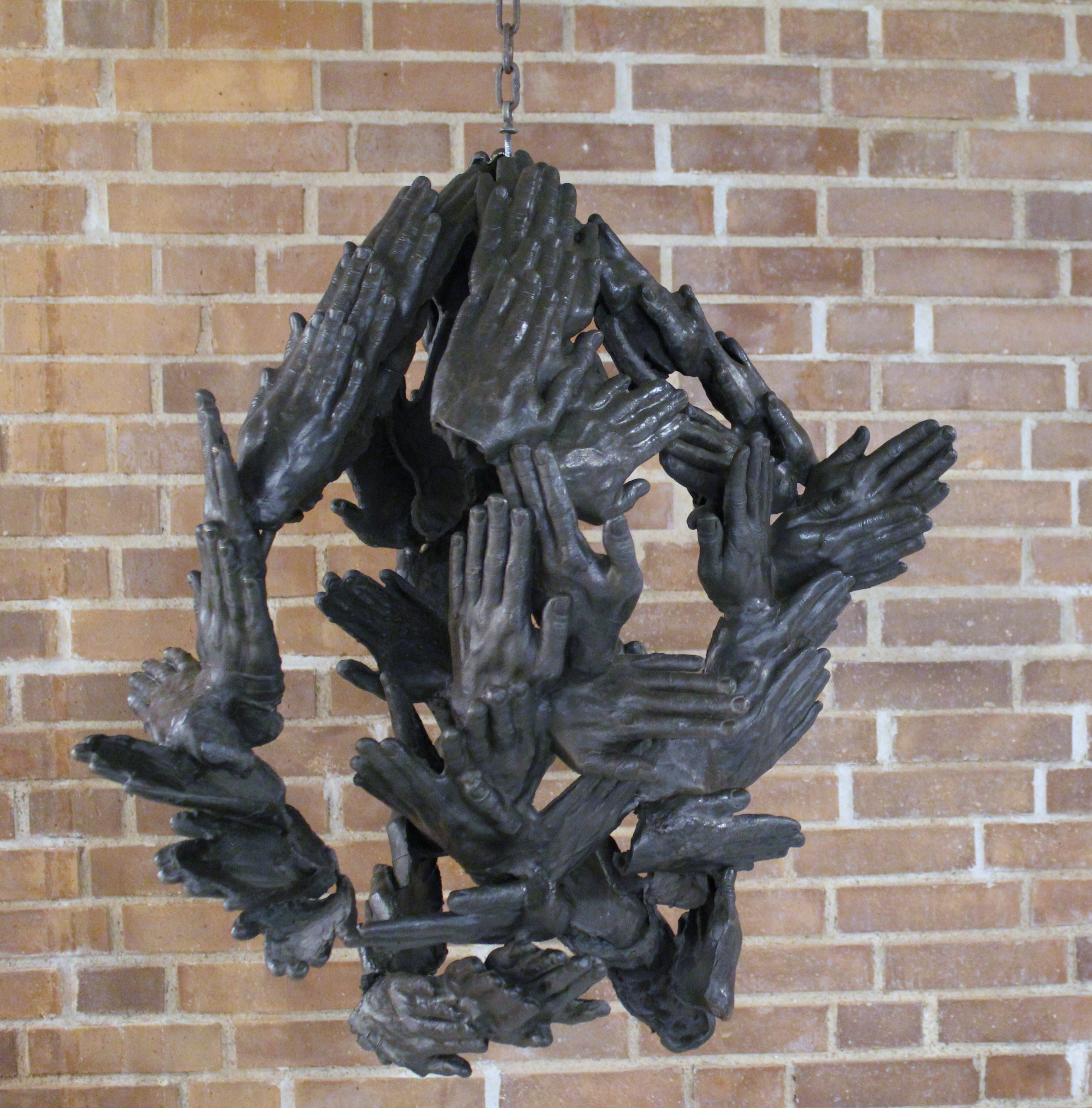
Händer i Årsta kyrka.
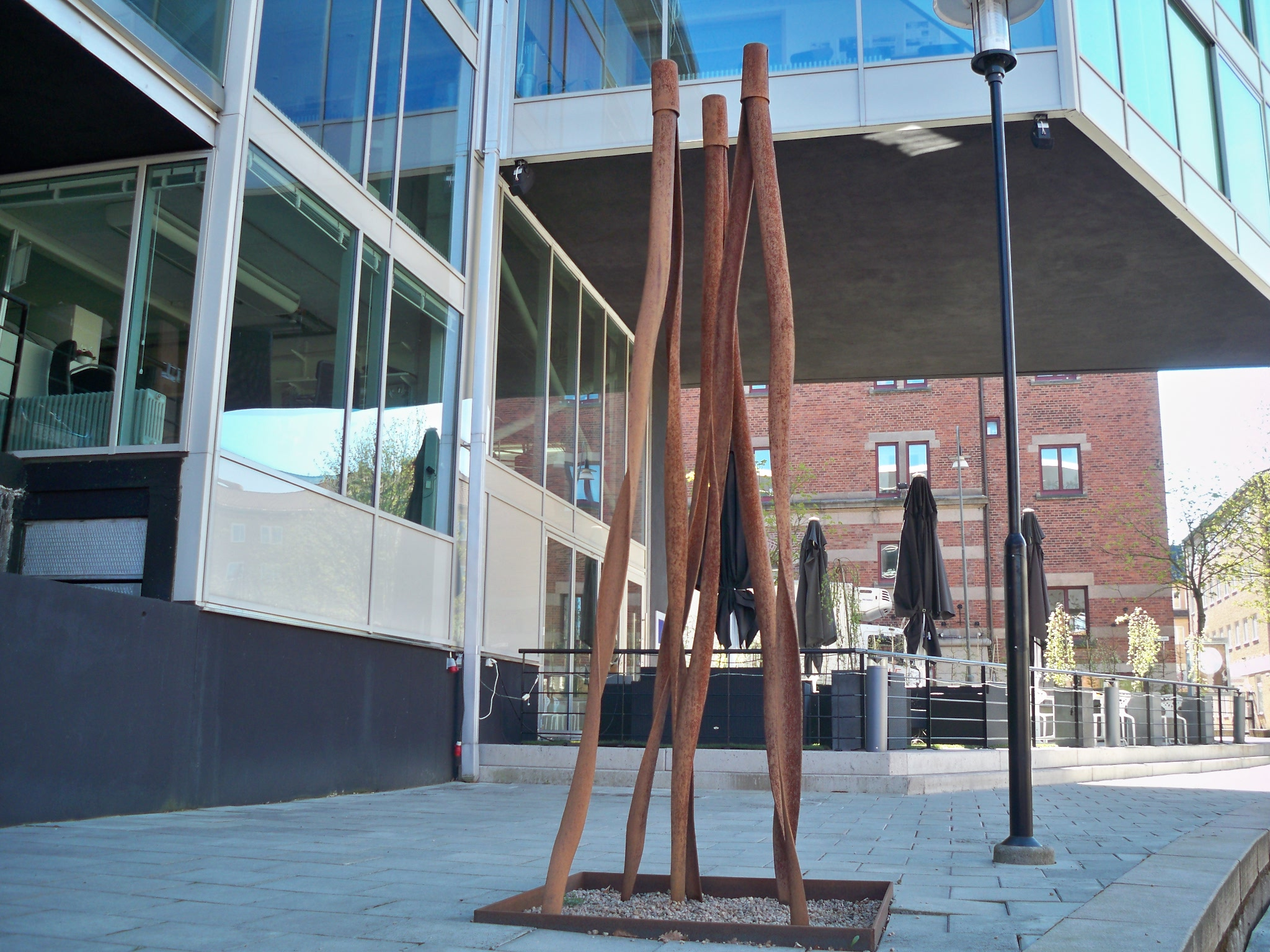
Gestalter i Borås.